# Yakari (série télévisée d'animation, 2005)
 (septembre 2018).
Si vous disposez d'ouvrages ou d'articles de référence ou si vous connaissez des sites web de qualité traitant du thème abordé ici, merci de compléter l'article en donnant les références utiles à sa vérifiabilité et en les liant à la section « Notes et références ».
Pour les articles homonymes, voir Yakari (homonymie).
Yakari ou Yakachir est une série télévisée d'animation franco-belge constituée de 156 épisodes de onze à treize minutes, créée d'après le personnage de bande dessinée éponyme de Job et Derib, et diffusée à partir du 24 décembre 2005 sur France 3 dans l'émission France Truc et rediffusée sur Télétoon puis sur France 5 dans Zouzous depuis le 25 juin 2011 et sur France 4 également dans Ludo et Zouzous. En Belgique, elle a été diffusée à partir du 14 mars 2006 sur la RTBF (version française) et en Flandre (postsynchronisé) sur Ketnet depuis 2013.
Au Québec, elle a été diffusée à partir du 1er juillet 2008 à Télé-Québec. La série a eu également du succès en Allemagne et en Italie. Depuis elle a été distribuée au Canada, en Russie, en Serbie, en Italie, en Suisse et au Sri Lanka.
Un long métrage, réalisé par Xavier Giacometti, est sorti au cinéma à l'été 2020.

## Synopsis
Cette série met en scène les aventures de Yakari, un petit Indien Sioux, et de son ami fidèle, le poney Petit-Tonnerre, dans la grande prairie nord-américaine. Yakari a la faculté de communiquer avec tous les animaux, don qui lui a été transmis par son animal totem, Grand-Aigle.

## Fiche technique
- Titre : Yakari
- Réalisation : Xavier Giacometti
- Bible littéraire : Marie-Luz Drouet d'après l’œuvre de Derib + Job
- Direction d'écriture : Marie-Luz Drouet (saisons 1 à 3), Steve Balissat (saison 3), Mathilde Maraninchi (Saison 4), Stéphane Melchior-Durand (Saison 5) d'après les personnages créés par Job et Derib.
- Direction artistique couleur décors et couleur personnages : Bruno Bisi.
- Scénarios : Antonin Poirée, Stéphane Melchior-Durand, Samuel Barksdale, Adrien Bouvel, Xavier Giacometti, Marie-Luz Drouet, Héloïse Capoccia, Mathilde Maraninchi, Dodine Grimaldi, Catherine Le Roux, Éric Rondeaux, Barnabé Canaud.
- Scénarimages (Storyboards) : Luc Blanchard, Franck Leguay, Diego Zamora, Jean-Luc Abiven, Fred Dybovski, Xavier Giacometti, Yves Montagnes.
- Musique : Hervé Lavandier (musique originale des épisodes), Gil Slavin (thème du générique)
- Production : Delphine Pialot, Odile Limousin, Paulette Smets, Jean-Michel Spiner, Maïa Tubiana, Laurence Barret, Paulette Melloul, Marianne Nihon, Catherine Piette, Arlette Zylberberg.
- Sociétés de production : Ellipse Animation, Storimages, Belvision et 2 Minutes
- Pays : France, Belgique, Suisse, Algerie, Quebec, Zambie, Sechyelles
- Langue : français
- Format : couleur - 16/9 - son stéréo et 5.1
- Genre : animation
- Technique : saison 1, 2 et 3 en animation 2D, saison 4 et 5 en animation 3D. Les décors sont en 2D numérique Photoshop.
- Nombre d'épisodes : 156 (5 saisons)
- Durée : 12 minutes
- Dates de première diffusion :  France : 24 décembre 2005
- Diffusion : FranceTelevision

Sources : Mediatoon Distribution

## Distribution (voix)
- Pierre Casanova (saison 1), Maxime Nivet (saisons 2 et 3) puis Vicenzo Baillard (Saisons 4 et 5) : Yakari
- Olivier Martret puis Yoann Sover : Petit-Tonnerre
- Camille Donda (Saisons 1-2), Adeline Chetail (Saison 3) puis Hannah Vaubien (Saisons 4-5) : Arc-en-Ciel
- Jackie Berger (Saisons 1-3) puis Brigitte Lecordier (Saisons 4-5) : Graine-de-Bison
- Jean Barney : Grand-Aigle, Celui-Qui-Sait
- Stefan Godin : Regard-Droit le père de Yakari, Elan-Lent
- Valérie Siclay puis Aimée-Clark Langrée : Tresse-de-Nuit la mère de Yakari
- Fabrice Josso : Mic-Mac le corbeau, Oreille-Tombante, Grand-Yeux, Cordeau Hardi
- Jean-Jacques Nervest : Sioux
- Jean-Claude Donda : Rock-Tranquille, Œil-De-Bouillon
- Isabelle Leprince : Maman ours, Corne raccourcie
- Laure Sabardin : Maman castor
- Eric Vincent : Gros-Bec
- Xavier Fagnon : Grizzly, Wapiti, Loup
- Dorothée Pousséo : Tilleul
- Gabriel Bismuth-Bienaimé : Saute-Buisson
- Gérard Surugue, Lewis Weill, Céline Monsarrat : voix secondaires et animaux

Doublage réalisé par Audiophase (saisons 1 et 2), Lylo (saison 3), Audi'art (saison 4 et 5) ; direction artistique : Valérie Siclay, Fabrice Josso, Coco Noël.
 Source et légende : version française (VF) sur RS Doublage

## Épisodes

### Première saison (2005-2006)[4]
(52 épisodes)
1. Yakari et Petit-Tonnerre
2. Le Premier Galop
3. Yakari et Grand-Aigle
4. Yakari au pays des loups
5. Les Seigneurs des plaines
6. Yakari et l'étranger
7. Le Vol des corbeaux
8. Le Diable des bois
9. La Fureur du ciel
10. La Rivière de l'oubli
11. La Toison blanche
12. Le Souffleur de nuages
13. Le Monstre du lac
14. La Vengeance du Carcajou
15. Yakari chez les castors
16. Yakari et le grizzli
17. Les Prisonniers de l'île
18. La Barrière de feu
19. Yakari et le Coyote
20. Le Grand Terrier
21. Yakari et le Condor
22. Le Coyote qui n'a pas de nom
23. Le Mystère de la falaise
24. Le Secret de Petit-Tonnerre
25. Le Serpent arc-en-ciel
26. Yakari et l'Ours fantôme
27. Le Pêcheur inconnu
28. Le Chêne qui parlait
29. L'Étrange Poney
30. Le Voleur volant
31. La Fugue de Graine-de-Bison
32. Grand-Arc
33. Le Bois qui chante
34. Le Masque fantôme
35. Le Fils du vent
36. La Pierre sacrée
37. Amis pour la vie
38. La Flûte perdue
39. Esprit de lune
40. Chose promise
41. Yakari et l'Ourse piquée
42. L'Incroyable sauvetage
43. Le Défi de roc tranquille
44. L’Étoile des plaines
45. Le Loup qui se couche
46. Les Fourrures blanches
47. Le Marcheur de nuit
48. Les Yeux mystérieux
49. Yakari et le Vieux Bison
50. Le Fils de l'aigle
51. Le Grand Mustang
52. La Flèche rouge

### Deuxième saison (2007)[5]
(26 épisodes - no 53 à 78)
1. La Griffe de l’ours
2. Père et Fils
3. Le Morceau d’étoile
4. La Piste des voleurs
5. Le Chant du corbeau
6. Le Fracas de l’oiseau-tonnerre
7. La Chevauchée de roc tranquille
8. Le Don à la tribu
9. Sauvez la couvée
10. Le Nouveau-né
11. Le Sacrifice d’Arc-en-Ciel
12. La dernière promenade d'Esprit de Lune
13. Le Chasseur d’argile
14. La Corne de bison
15. Les Graines de soleil
16. La Trace du bison
17. Cristal, Écaille, Plume
18. L’Attrape-rêves
19. Tilleul est grand
20. Entre chien et loup
21. L’Œuf de serpent
22. Le Pélican et les Pêcheurs
23. Le Grand Nid
24. L’Empreinte du géant
25. L’Œil du lynx
26. Éclats de lumière

### Troisième saison (2012)
(26 épisodes + 8 inédits - no 79 à 104 + HS1 à 8)
1. L'Escapade de l'ourson
2. Le Marais de la peur
3. La Chèvre fugueuse
4. Les Sept Feux
5. Un trésor trop lourd
6. Le Réveil du géant
7. Comme deux frères
8. Yakari et l'ours insomniaque
9. La Rivière empoisonnée
10. Les Étranges Rencontres d'Arc-en-Ciel
11. L'Éclaireur des plaines
12. Papoose perché
13. Yakari et le Sasquatsch
14. Le Rocher mystérieux
15. La Quête de la vision
16. Les Plumes de gaieté
17. La Meute sans chef
18. Yakari face à Front-de-Bois
19. Les Chasseurs de PUMA
20. Les Oiseaux voleurs de soleil
21. L'Oiseau moqueur
22. Nuage rouge
23. Le Labyrinthe de pierre
24. Le Chiot perdu
25. Cornes fourchues
26. Chèvres des montagnes

Huit épisodes inédits sont inclus dans le DVD de la saison 3[réf. nécessaire] :
1. Le Défi de Flèche d'argent
2. Le Chemin vers la vallée
3. Les Envahisseurs volants
4. Les Étranges Visiteurs
5. Le Secret de la rivière (épisode double)
6. La Flûte qui chante
7. Yakari et l'Ours insomniaque
8. L’Éclaireur des plaines

### Quatrième saison (2016)
(26 épisodes - no 105 à 130). Elle a été diffusée en octobre et novembre 2016 sur France 4 en France.
1. L'Honneur de la tribu
2. La Colère des corbeaux
3. La Longue Marche d'Oeil-de-Bouillon
4. La Peur de Grand-gris
5. La Pierre du calumet
6. Patte blanche
7. Le Cheval bleu
8. Le Raton-laveur maladroit
9. Vol plané !
10. Sabotage chez les castors
11. Yakari et les bois de velours
12. La Piste du puma
13. La Mémoire de Mille-Gueules
14. Tout à l'envers
15. Les Ennuis du carcajou
16. Un ours très paresseux
17. La Clairière aux esprits
18. L’Étrange Phénomène
19. La Chasse au grizzli
20. Le Sommeil du carcajou
21. Le Papoose courageux
22. Le Tomahawk sacré
23. Le Grand Corbeau blanc
24. En route vers les sources chaudes
25. La Grande Soif
26. La Première Grande Escapade

### Cinquième saison (2016-2017)
(26 épisodes - no 131 à 156). La diffusion a démarré en France en décembre 2017.
1. L'Arbre soleil
2. Un drôle d'ami
3. À la poursuite de la turquoise
4. Les pierres qui parlent
5. La Bonne Graine
6. Plus vite que le vent
7. Un duo surprenant
8. Le Bec de l'aigle
9. Les deux font la paire
10. La Harde en détresse
11. Le Ruban rouge
12. Les bâtisseurs de tipis
13. La Voix du papoose
14. Cheval-Libre
15. Guerre des chefs
16. La Danse du lynx
17. Le Secret de Vent-Sauvage
18. Oreille-Tombante
19. Sauve qui pique !
20. Un guide dans la nuit
21. À la recherche des arbres à neige
22. L'Ourson volant
23. La Coiffe du chef
24. Roc-Tranquille et le coyote
25. Grand-Yakari
26. Le Totem ailé

## Distinctions
La série Yakari a reçu au MIPCOM 2010 un Disque d'or et un Disque de platine pour avoir atteint, en Allemagne, plus de 550 000 ventes de DVD et CD[réf. nécessaire].
En 2013, plus d'un million de DVD ont été vendus[réf. nécessaire].